# Aztec Adventure
Aztec Adventure: The Golden Road to Paradise (ナスカ '88?, Nazca '88) è un videogioco d'azione del 1987 sviluppato e pubblicato da SEGA per Sega Master System. Ambientato nella Mesoamerica, il gioco presenta somiglianze grafiche con The Legend of Zelda.

## Trama
Il protagonista del gioco è Niño, un esploratore che deve raggiungere il Paradiso degli Aztechi.